# Henicorhina leucoptera
Henicorhina leucoptera là một loài chim trong họ Troglodytidae.